# Lucas Alcaraz
Luis Lucas Alcaraz González (Granada, 21 giugno 1966) è un allenatore di calcio spagnolo.

## Biografia
È figlio del politico Felipe Alcaraz. Il nonno materno, José Manuel González López, fu un calciatore e giocò in Primera División con Granada, Málaga e Real Madrid. Il figlio di quest'ultimo, José Manuel González López, militò per 10 stagioni nel Real Saragozza.

## Carriera
Luis Lucas Alcaraz intraprese la carriera di allenatore senza avere avuto successo come calciatore. La sua prima squadra fu il Granada. Nella stagione 1998-1999 allenò l'Almería ma venne esonerato prima della fine del campionato. La squadra andalusa arrivò al 18º posto in Segunda División B e retrocesse in Tercera División.
Nel 2000 allenò il Recreativo de Huelva in Segunda División. Concluse il campionato al sesto posto, con 65 punti. Fu confermato anche per la stagione successiva, nella quale guidò il Decano alla oromozione, in virtù del terzo posto conquistato in classifica, dietro i campioni dell'Atlético de Madrid e il Racing Santander.
Il Recreativo non partecipava alla Primera División dalla stagione 1978-1979. Allenato da Alcaraz, concluse il campionato al 18º posto e tornò subito in Segunda División. Ad eccezione della prima giornata, la squadra non si trovò mai fuori dalla zona retrocessione e occupò l'ultimo posto dalla 12ª alla 27ª giornata.
Nella stagione 2003-2004 sostituì Chuchi Cos sulla panchina del Recing Santander, in Primera División. I Cantabrici conclusero il campionato al 17º posto, evitando per un punto la retrocessione, dopo che per la maggior parte del campionato avevano occupato posizioni a metà classifica. Alcaraz fu confermato anche per la stagione 2004-2005 ma fu sostituito dopo 22 giornate da Nando Yosu. Il Racing concluse il campionato al sedicesimo posto.
Alcaraz trovò un incarico in Segunda División, con la squadra andalusa dello Xerez Club Deportivo. Terminò il campionato al settimo posto dopo che nel corso della stagione per 13 volte la squadra si era trovata in testa alla classifica. Con lo Xerez arrivò a vincere quattro partite consecutive in campionato.
Nella stagione successiva cambiò squadra e prese il posto di Sergije Krešić sulla panchina del Real Murcia, che aveva concluso la stagione 2004-2005 al sedicesimo posto in Segunda División. Sotto la guida di Alcaraz, la squadra dalla 17ª giornata in poi si trovò ad occupare sempre i posti validi per la promozione in massima serie. Il Real Murcia terminò il campionato al terzo posto e tornò in Primera División dopo tre anni.
Nella Primera División 2007-2008, Alcaraz guidò la squadra fino alla 26ª giornata, quando si trovava al penultimo posto, e poi fu sostituito da Javier Clemente che non riuscì ad evitare la retrocessione. Dopo la sesta giornata della Primera División 2008-2009 fu chiamato a sostituire Manuel Zambrano sulla panchina del Recreativo de Huelva. Alcaraz tornò a Huelva dopo cinque anni e per la seconda volta concluse la stagione con una retrocessione, arrivando all'ultimo posto. Allenò il Córdoba per due stagioni ,dal 2009 al 2011, in Segunda División prima di tornare, nel 2011, all'Almería, squadra retrocessa dopo l'ultimo posto in classifica della Primera División 2011-2012. Nella stagione 2012-2013 allenò in Grecia, nell'Aris Salonicco.
Tornò in Spagna nella stagione 2013-2014 per allenare il Granada in Primera Division. In quella seguente subentrò a Mendilibar sulla panchina del Levante e guidò la squadra alla salvezza e al 14º posto in Primera División. Nella stagione successiva, con la squadra ultima in classifica, fu esonerato alla 9ª giornata il 26 ottobre 2015. L'11 giugno 2016 firmò un contratto di due anni con l'Elche CF, squadra di Segunda División che lasciò dopo una sola settimana. Il successivo 3 ottobre fu ingaggiato dal Granada CF, per la terza volta in carriera, con un contratto che scadeva a fine stagione. Il 10 aprile 2017, dopo aver conquistato un solo punto nelle ultime sei partite, fu sollevato dall'incarico.
Il 13 aprile 2017 gli venne affidata la guida tecnica dell'Algeria,. dalla quale fu sollevato nell'ottobre successivo dopo tre sconfitte in tre incontri di qualificazione a Russia 2018, che costarono ai nordafricani l'eliminazione. Il 16 novembre firma il suo terzo mandato come allenatore dell'Almería.